# Urinotorace
L'urinotoarce è una condizione medica patologica in cui vi è presenza anomala di urina nel cavo pleurico, ovvero lo spazio che circonda il polmone. Di solito ciò è la conseguenza di una uropatia ostruttiva. L'urinotorace viene principalmente diagnosticato analizzando il liquido pleurico mentre il trattamento prevede la gestione della condizione sottostante, che in genere si traduce nella guarigione. È una forma estremamente rara di versamento pleurico.

## Epidemiologia
L'urinotorace rimane una condizione rara, forse sottodiagnosticata. A gennaio 2006 si contavano solamente 58 casi descritti, in tutta la letteratura vi erano meno di 100 casi segnalati.

## Cause
L'urinotorace è solitamente causato da un'uropatia ostruttiva che può essere a livello della vescica urinaria o dell'uretra. Le cause ostruttive possono derivare da patologie della prostata, cisti renali, fibrosi retroperitoneale e rene soprannumerario. I casi traumatici tendono a manifestarsi da un lato, mentre i casi ostruttivi solitamente sono bilaterali. Nei casi dovuti a urinoma, l'urinotorace si trova solitamente sullo stesso lato. Raramente, può essere su entrambi i lati o sul lato opposto dell'urinoma. La condizione può anche essere iatrogena, ovvero da biopsia renale, trapianto di rene, litotripsia, nefrostomia non riuscita o da tumore del tratto urinario.

## Segni e sintomi
Le caratteristiche cliniche delle persone affette da urinotorace sono poco definite. Generalmente si manifestano alcuni sintomi urologici, mentre quelli respiratori tendono ad essere lievi o addirittura inesistenti. La difficoltà respiratoria, che si manifesta nei casi di versamento pleurico da moderati a grandi, è il sintomo respiratorio più comune. Altri sintomi includono febbre, dolore addominale, dolore toracico e minzione ridotta. In genere questi si verificano entro poche ore dalla condizione causale.

## Trattamento
Il trattamento consiste principalmente nel risolvere il disturbo sottostante del tratto genito-urinario. Questo, solitamente, richiede l'intervento di un gruppo multidisciplinare che includa un pneumologo e un urologo. Un tubo nefrostomico o un catetere Foley possono essere utilizzati per alleviare l'ostruzione sottostante al tratto urinario. Eventuali lesioni possono essere riparate. Quando viene affrontata la condizione sottostante, l'urinotorace si risolve rapidamente e spontaneamente. Il ricorso all'intervento chirurgico di solito non è necessario, soprattutto se i sintomi respiratori sono minimi o inesistenti. Anche la pleurodesi è inefficace. Un tubo toracico può essere utilizzato per drenare l'urina dalla cavità pleurica.

## Prognosi
L'urinotorace tipicamente si risolve spontaneamente, senza ripresentarsi, dopo aver trattato con successo il disturbo del tratto urinario sottostante che l'ha causato.